# Sarcófago das Quatro Estações

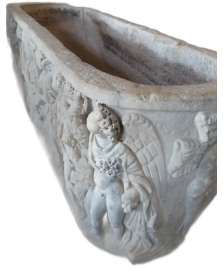
Sarcófago das Quatro Estações

O Sarcófago das Quatro Estações é um sarcófago funerário de origem romana originalmente encontrado em 1840 no Monte da Azinheira, em Reguengos, na região de Évora e hoje encontra-se no Museu Nacional Soares dos Reis, na cidade do Porto, em Portugal, sendo esta a peça de arte mais antiga do museu. Remonta à Lusitânia Romana com forte presença do culto aos deuses, à agricultura e ao oceano. Datado do Século III.
Nesta peça, os adornos escultóricos em alto, médio e baixo-relevo situados em simetria estão associados com o culto de Dionísico (ou culto báquico – deus Baco -  que era o deus da natureza, da fecundidade, do vinho e da alegria) e às quatro estações do ano que são representadas através de entidades aladas masculinas, mas também há de se notar a presença de outros elementos simbólicos como as uvas, os bois, uma criatura marinha, a flauta de Pã, a deusa Ceres, o deus Oceano, entre outros. 
Antes do século II, os sarcófagos não eram peças comuns pela simples razão de que o sepultamento se tratava de algo invulgar para os romanos. Contudo, precisamente a partir do século III os sarcófagos foram produzidos em larga escala, em oficinas, sendo inclusive exportados. 

## O falecido

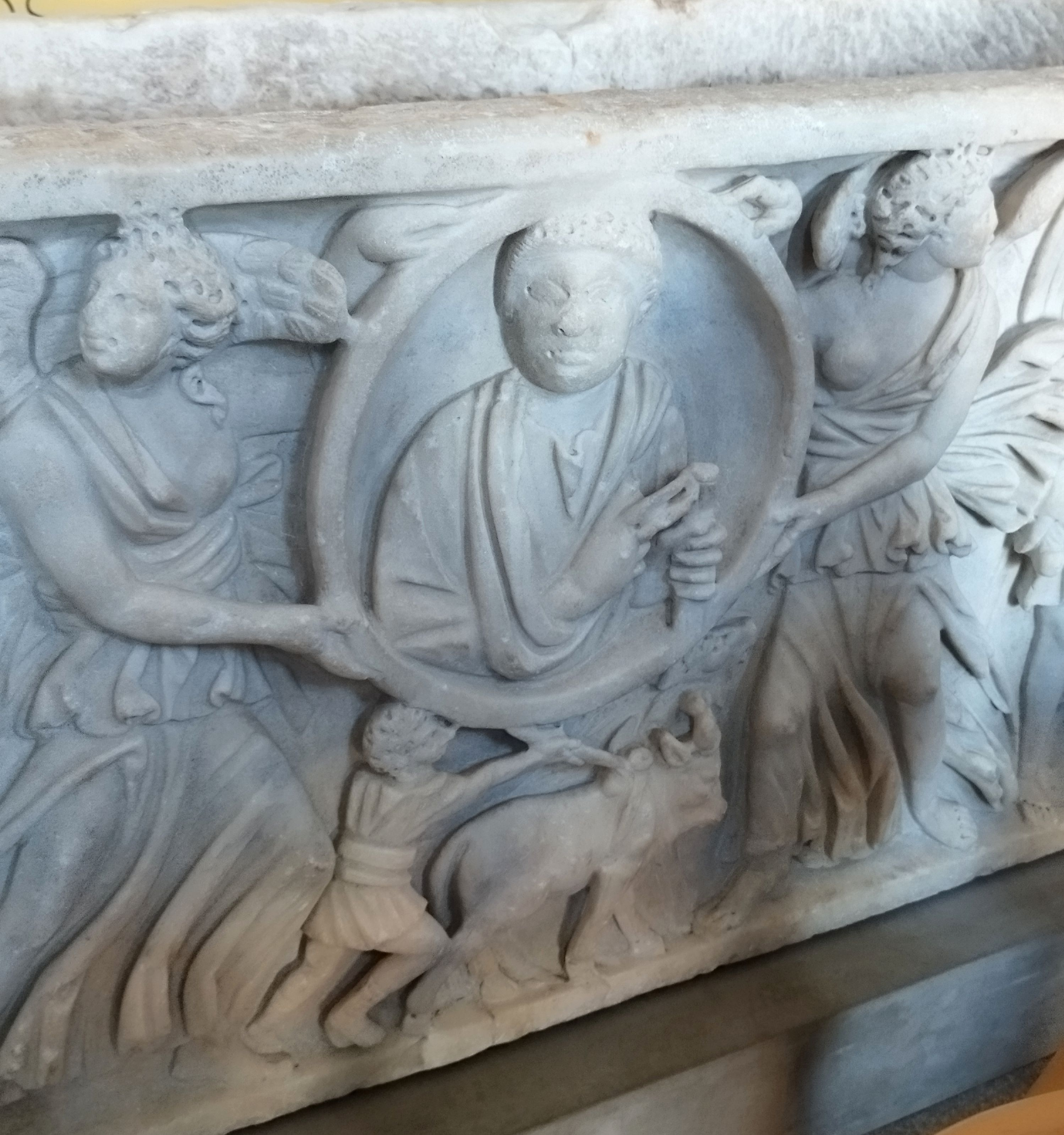
Imagem central do sarcófago com destaque para o medalhão sustentado pelas Vitórias aladas, contendo a imagem de um busto como representação do falecido.

Neste sarcófago, especialmente, há uma evocação especial ao próprio falecido que figura representado ao centro, em um clípeo, um medalhão em concha, no qual destaca-se o busto do falecido, que por sua vez é erguido por duas vitórias aladas (Nice ou Nike) o que denota que as alegorias frontais encomendadas bem como os topos ou extremidades tinham uma temática que relacionava-se com o falecido. Não há nenhuma inscrição de quem se tratava ou que posição de prestígio ocupava. A doutora Cátia Mourão indica que a possibilidade mais concreta é que em virtude desta personalização, o rosto dos falecidos destes sarcófagos eram finalizados por artesãos locais, que conseguiriam uma representação mais próxima da realidade, uma vez que os sarcófagos eram encomendas realizadas em vida e seguiam para distintos donos e locais. Há também uma diferença no estilo escultórico do pescoço para baixo e da cabeça, o que reforça esta tese, bem como do frontão para as laterais. A pesquisadora ainda indica que muito provavelmente o falecido fosse um magistrado de origem africana. 
É possível perceber que seu rosto apresenta um cabelo afro e denso. Os olhos não tem íris e pupilas definidas e apresenta também um nariz com a base mais larga e lábios carnudos em comparação com outros rostos da parte frontal.
O magistrado usa uma túnica e em uma das mãos faz um movimento com dois dedos e a outra mão segura o que pode ser um papiro.
Como estes túmulos eram realizados sob encomenda e pelo trabalho dedicado às esculturas e material, eram normalmente oriundos de uma elite afortunada financeiramente que ainda arcava com os custos de transporte dos sarcófagos. Em outros túmulos semelhantes a este, normalmente vê-se o culto ao deus Dionísio e quase nenhuma evocação aos falecidos. Desta forma, o Sarcófago das Quatro Estações é um elemento único. 
Abaixo do medalhão há uma figura de um condutor de bois que faz alusão ao transporte, ao carro de bois, ou seja, trazem a ideia do movimento. Isto também simboliza o tráfego da vida para a morte.

## As quatro estações

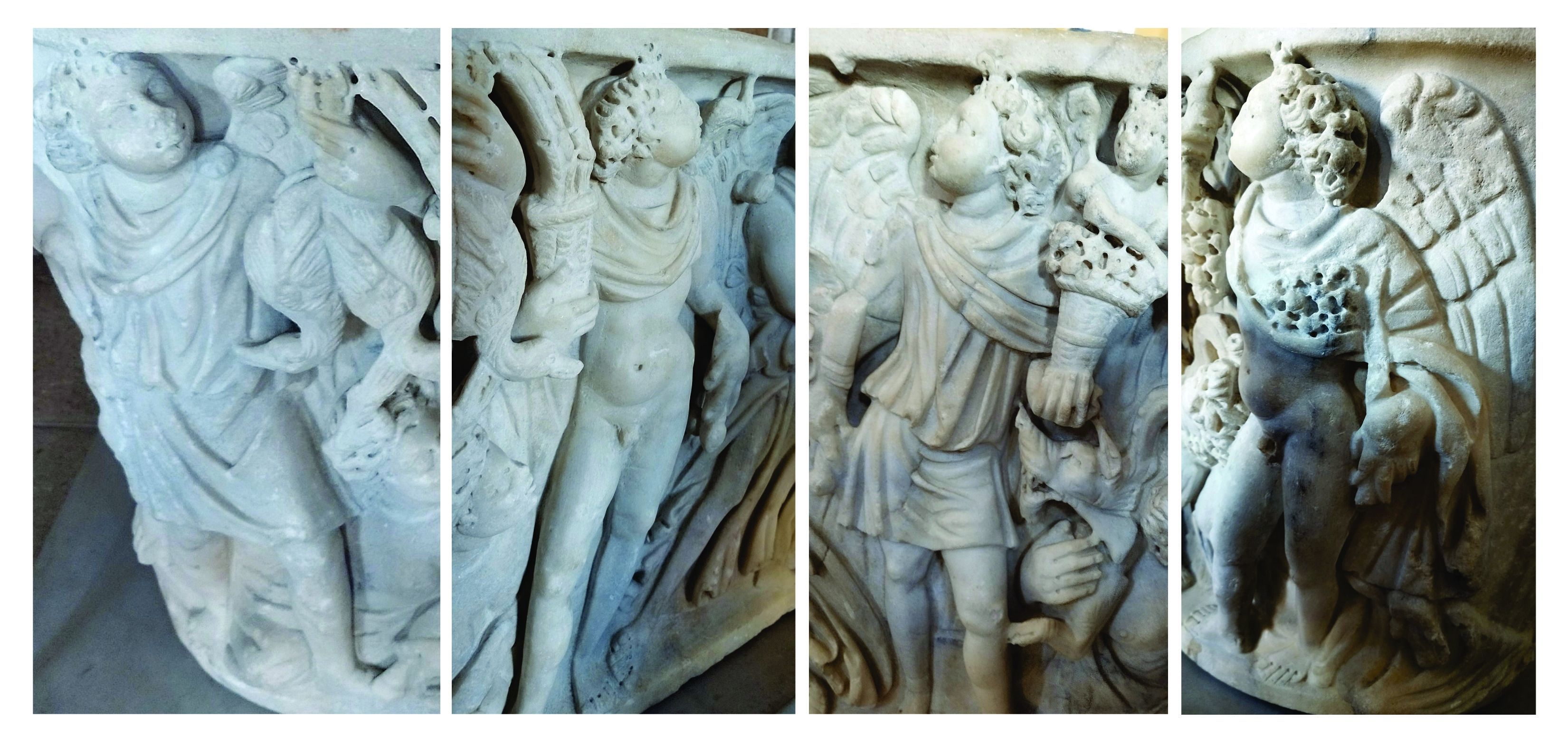
As estações na sequência Inverno - Verão - Primavera - Outono

Estudiosos como a doutora Cátia Mourão indicam que possivelmente a parte frontal da peça foi executada na península itálica e posteriormente as extremidades na Lusitânia romana devido a uma diferença entre os relevos e características escultóricas. 
Os sarcófagos são composto de seis partes (o frontal, as duas extremidades ou topos, a parte posterior, o lado interno e a tampa). No caso do Sarcófago das Quatro Estações, a parte frontal é ricamente adornada. Há esculturas nas extremidades, mas que são inferiores à parte frontal. A tampa é desconhecida 

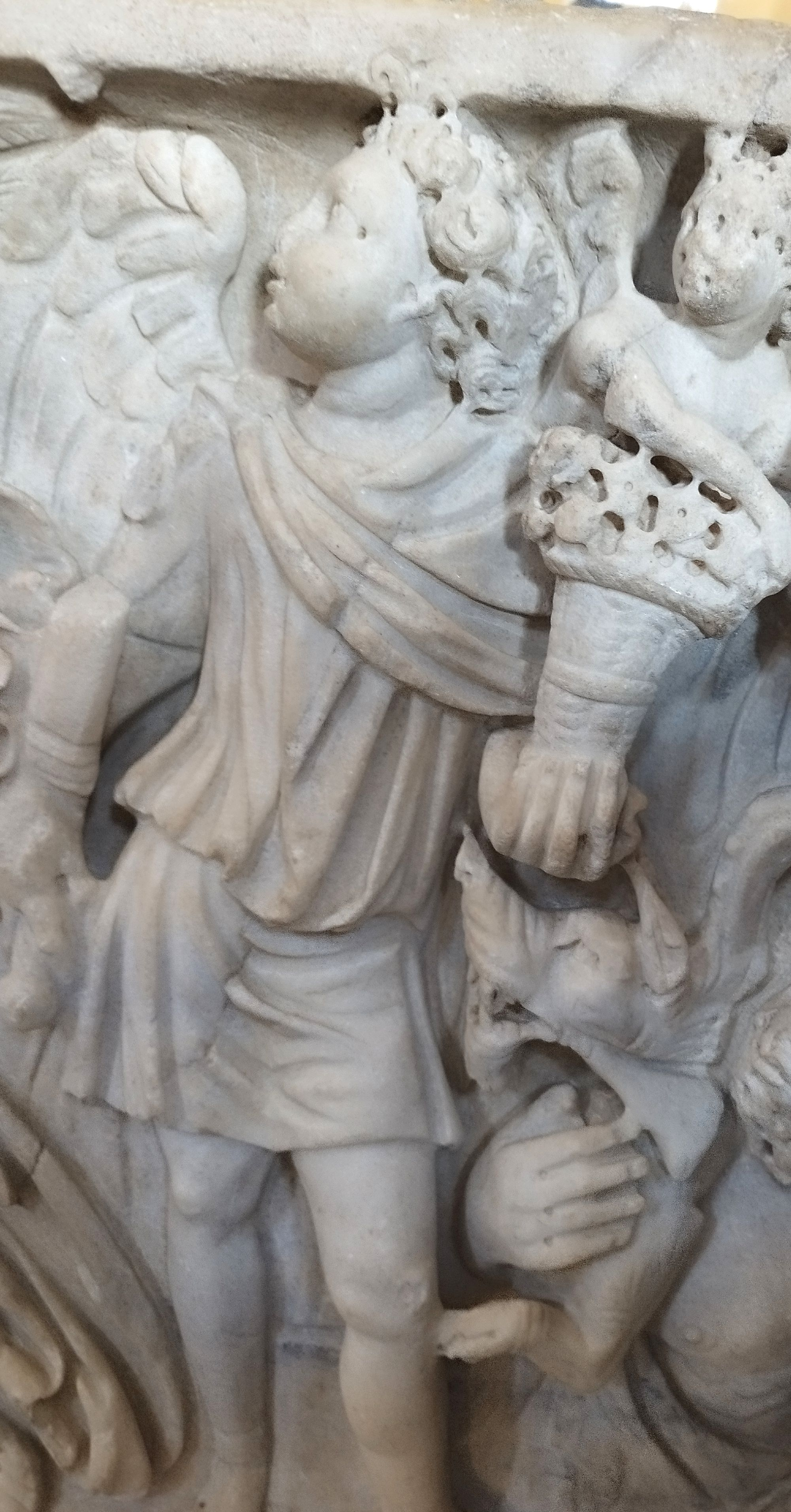
Imagem da alegoria Primavera

e a parte posterior do sarcófago não tem nenhum adorno, uma vez que ele seria colocado próximo a alguma parede. Estes dados sobre a localização eram também explicitados na hora da encomenda, o que denota que não havia necessidade de nenhuma escultura na parte posterior do sarcófago uma vez que não seria visualizado e isto provavelmente também era refletido no valor a ser pago pela peça.
É exatamente na parte frontal que estão posicionadas e divididas de forma simétrica as alegorias
das estações, mas não da forma sequencial primavera-verão-outono-inverno. Do lado esquerdo vê-se a personificação das estações do inverno (com os adornos da caça representados por dois patos mortos e erguidos por sua mão esquerda e do verão (que ergue com sua mão direita um cesto com ramos de cana). Estas duas estações eram consideradas como principais e no lado direito estão as estações de transição: a primavera (com uma cornucópia de flores e frutos) e o outono, que aparece parcialmente despido, portando apenas um manto sobre os ombros. Há a presença de flores ou uvas (representando a abundância ou a colheita) e sua mão direita parece apoiar-se ao segurar (ou carregar) um ramo com cacho de uvas da videira e seu braço esquerdo parece segurar um galho ou algo pontudo que poderia unir-se às uvas em seu manto.
Por trás, e entre a primavera e o outono, é possível perceber no alto, uma pequena deidade com asas, possivelmente um dos Erotes que direciona suavemente a mão direita na cornucópia da primavera com a intenção de pegar algumas flores. Todas as alegorias das estações também tem asas o que provavelmente indicaria a mudança dos ciclos. Ao redor destas figuras são colocadas outras que são elementos importantes como a deusa Deméter ou Ceres (deusa do campo, dos cereais, do cultivo, da colheita) que surge posicionada na parte inferior entre o inverno e o verão, bem como a divindade do deus Oceano com uma grande barba, localizada mais na base do lado direito aos pés do outono com um ser marinho que esgueira-se e é contido pela sua mão.
Para Miguel Pessoa, “Representar as estações do ano era uma forma de dizer às populações que o império romano era infindável.”

## As figuras nas extremidades

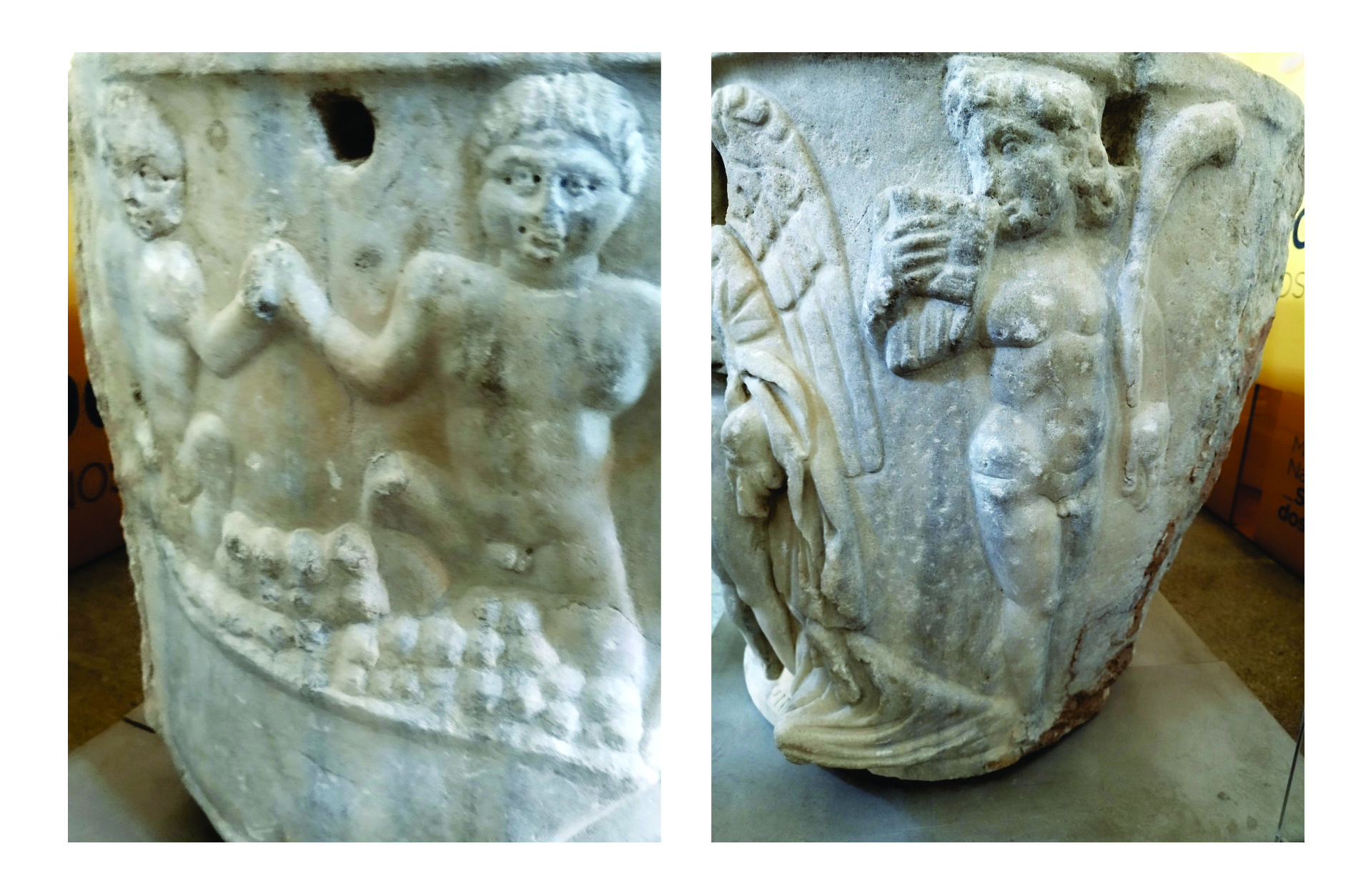
A imagem apresenta as esculturas em baixo-relevo nas extremidades do sarcófago.

As figuras nas extremidades também foram possivelmente esculpidas por artesões locais. É perceptível a diferença dos planos, das proporções, do polimento e da qualidade escultórica em relação a parte frontal. Isto era um hábito comum para que os sarcófagos pudessem ter um perfil mais personalizado com atributos mais próximos aos falecidos. Do lado direito da peça, o topo lateral, apresenta jovens, possivelmente africanos, pisando a uva, uma representação da colheita, da vindima, do próprio culto a Dionísio (Baco) com alusão a alegria, ao vinho. A representação tem proporções desmedidas onde as uvas são quase do tamanho de maçãs. Já na extremidade esquerda, apesar da personificação ser muitas vezes atribuída a um jovem pastor com uma flauta e um cajado, é muito provável que seja uma alusão direta ao próprio Pã, uma vez que a imagem também apresenta-se nua. Pã era o deus dos campos, dos bosques, dos rebanhos e protetor dos pastores.

## O interior do sarcófago

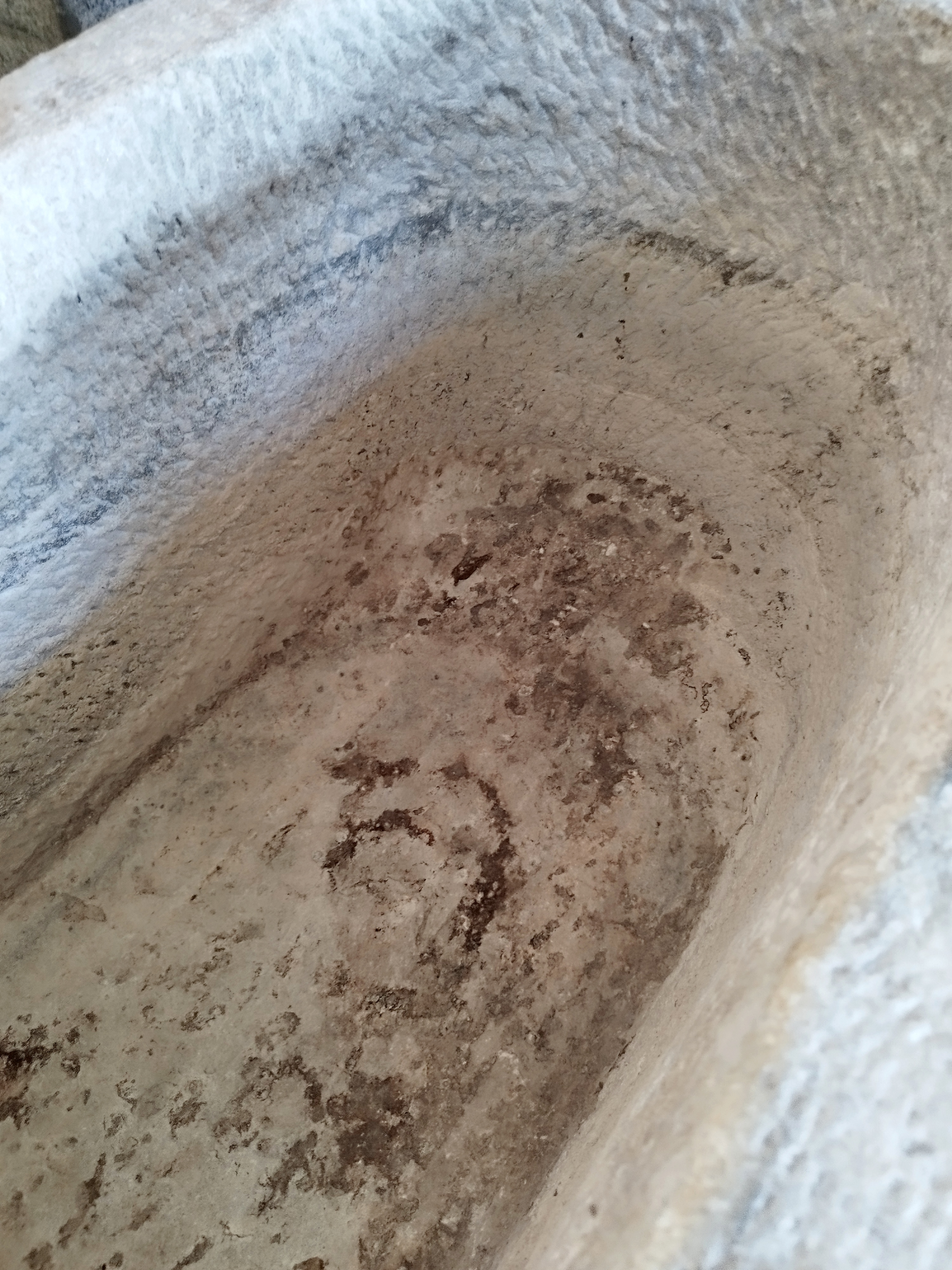
Interior do sarcófago

O sarcófago não apresenta na parte interna qualquer adorno, contudo apresenta uma saliência superior na extremidade esquerda. A protuberância interna funciona como uma pequena elevação destinada a cabeça, como uma espécie de travesseiro de pedra. 
Não é conhecido se internamente este sarcófago foi revestido de tecidos ou qualquer adereço para acomodar o corpo.

## O lacrimatório
No sarcófago foi encontrado um frasco de vidro com um lacrimatório, que era um pequeno contentor de lágrimas daqueles que o velavam para que o acompanhasse em sua jornada além vida.

## Rupturas
O sarcófago não chegou aos dias atuais intacto. A peça tem algumas partes danificadas como pequenas rachaduras internas e pequenos danos na base do sarcófago. A personificação da estação do verão também apresenta um dano referente a algo que traria na mão, que poderia ser uma outra cornucópia. O braço esquerdo da primavera também apresenta um dano e há a ausência da tampa funerária.

## Sarcófagos semelhantes
Outros sarcófagos romanos semelhantes, com as mesmas características das vitórias aladas e com a presença das divindades das estações dos anos  foram encontrados e estão em museus pelo mundo. Em Kassel, Alemanha, no Hessisches Landesmuseum, há um outro sarcófago com composições aproximadas, mas com composições diferentes, onde figura Dionísio ladeado pelas quatro Estações. Há também o sarcófago denominado como Triunfo de Dionísio e as quatro estações, localizado em New York, no MET, Museu Metropolitano de Arte. Este originalmente veio da coleção dos Duques de Beaufort e era anteriormente exibido em sua casa de campo, Badminton House em Gloucestershire, Inglaterra.  Estima-se a datação entre 260–270 d.C. Nota 4 Também no MET, existe o Sarcófago romano das Grinaldas com erotes das quatro estações, do Séc II. Metropolitan Museum. New York e em Colônia, na Alemanha há a Câmara Funerária Romana Colônia, localizada em Weiden, encontrada em 1843, onde conseguiu-se preservar a própria câmera funerária que situa-se 6 metros abaixo do nível da rua moderna. Em Portugal ainda encontra-se o Sarcófago das Vindimas, proveniente de Castanheira do Ribatejo, Vila Franca de Xira que hoje está em exposição no Museu Nacional de Arqueologia, em Lisboa. Mas, esta última não segue as representações acima mencionadas.